# Пайдушево
 Пайдушево  — деревня в Шарангском районе Нижегородской области в составе  Черномужского сельсовета .

## География
Расположена на расстоянии примерно 3 км на юго-запад по прямой от районного центра посёлка Шаранга.

## История
Известна с 1891 года как деревня Пайдушева (Черномуж 1), в 1905 (Пайдушево) отмечено дворов 80 и жителей 394, в 1926 97 и 462 (мари 432), в 1950 67 и 234.

## Население
Постоянное население составляло 154 человека (мари 94%) в 2002 году, 128 в 2010.